# Cimbora könyvtára
Cimbora Könyvtára a Cimbora gyermekújság 1922-ben Szatmáron kiadott könyvsorozata.

## Jeles kötetei
A sorozatban: Kertész Mihály Senki Tamás története és Monoky Sándor Tündérmese c. regényei, Benedek Elek Híres erdélyi magyarok c. sorozatából A két Wesselényi és Kőrösi Csoma Sándor, Balázs Ferenctől a Mesefolyam s Benedek Elek neve alatt az Öcsike könyve jelent meg a hazai ifjúsági irodalom fellendítésének kifejezett célzatával.